# Liste antiker Ortsnamen und geographischer Bezeichnungen/Tm
| Lateinischer Name | Griechischer Name | Beschreibung            | Heute                                                             | Quellen und Verweise | Lage |
| ----------------- | ----------------- | ----------------------- | ----------------------------------------------------------------- | -------------------- | ---- |
| Tmarus            |                   |                         |                                                                   | Smith;               |      |
| Tmolus            | Τμῶλος (Tmōlos)   | Gebirgszug in Lydien    | Massiv des Boz Dağı in der Türkei                                 | Smith;               |      |
| Tmolus            | Τμῶλος (Tmōlos)   | Stadt am Tmolos-Gebirge | Gökkaya, östlich von Turgutlu in der Provinz Manisa in der Türkei | Smith;               |      |